# Turone da Verona
Turone da Verona, auch Turone di Maxio da Camenago uder Turone (* 14. Jahrhundert in der Lombardei; † 14. Jahrhundert in Verona) war ein italienischer Maler und Miniaturist, der in der zweiten Hälfte des Trecento (1356–1380) in der Region Verona tätig war.

## Leben
Turone war nach seiner Bezeichnung italienisch Turone di Maxio da Camenago zu urteilen vermutlich ein Sohn oder Schüler von Maxio aus Camenago (heute Camnago Volta). In einer Urkunde aus dem Jahr 1356 heißt es über seine Herkunft:

“Turonem quondam domini Maxii de Camenago diocexis Mediolanensis et nunc habitantem Verone”

„Turone ehemals vom Herrn Maxio da Camenago aus der Diözese Mailand und nun Einwohner von Verona“

Er wird in einer Urkunde von 1360 im Zusammenhang mit dem Kloster Santa Maria della Scala als Zeuge genannt.
Die Ursprünge seines Stils und von wem er die Malkunst erlernte, ist unbekannt. Anhand der figürlichen Darstellung in seinem signierten und datierten Polyptychon der Heiligen Dreifaltigkeit von 1360 lässt sich ein Einfluss der Malerei Giotto di Bondones in Padua schließen.
Seine Werke sind ein Beispiel für eine venezianisch-padanische Überarbeitung der Lektionen Giottos, die insbesondere in Venetien, jedoch weit weniger in Venedig, dank der außergewöhnlichen Werke des toskanischen Meisters eine starke Wirkung hatten (die Cappella degli Scrovegni und die in der Basilica del Santo und im Palazzo della Ragione verlorenen Werke). Dabei ändert er Giottos Perspektive und erzeugt eine größere Spannung und Dramatisierung der Handlungen durch einen entschiedeneren Einsatz von Farbe. Altichiero da Zevio, wahrscheinlich ein Schüler von Turone, erreichte den Höhepunkt dieses bildnerischen Ansatzes.
Zu den bedeutendsten Werken, die Turone zugeschrieben werden, gehört das Fresko einer Kreuzigung in der Kirche San Fermo Maggiore in Verona. Weitere Werke sind in der Kirche Santa Anastasia zu sehen. Seltene auf Holz ausgeführten Zuschreibungen befinden sich im Museo di Castelvecchio. Turone war in Verona im Jahr 1387 auch als Miniaturmaler tätig.
Zu einem Turone zugeschriebenen Werk aus dem Jahr 1360 merkte Diego Zannandreis 1891 an:

“Di questo artefice, che intorno a cinque secoli era rimaso nella oblivione, […] si scoperse in quello della SS. Trinità una tavola, che ora conservasi in questa Comunale Pinacoteca. […] 'Opus Turoni' […] ‘MCCCLX’'”

„Von diesem Künstler, der etwa fünf Jahrhunderte lang in Vergessenheit geraten war, wurde […] eine SS. Trinità wiederentdeckt, eine Tafel, die heute in der städtischen Kunstgalerie aufbewahrt wird. [… bezeichnet mit] „Opus Turoni“ […] „MCCCLX“.“

## Werke (Auswahl)

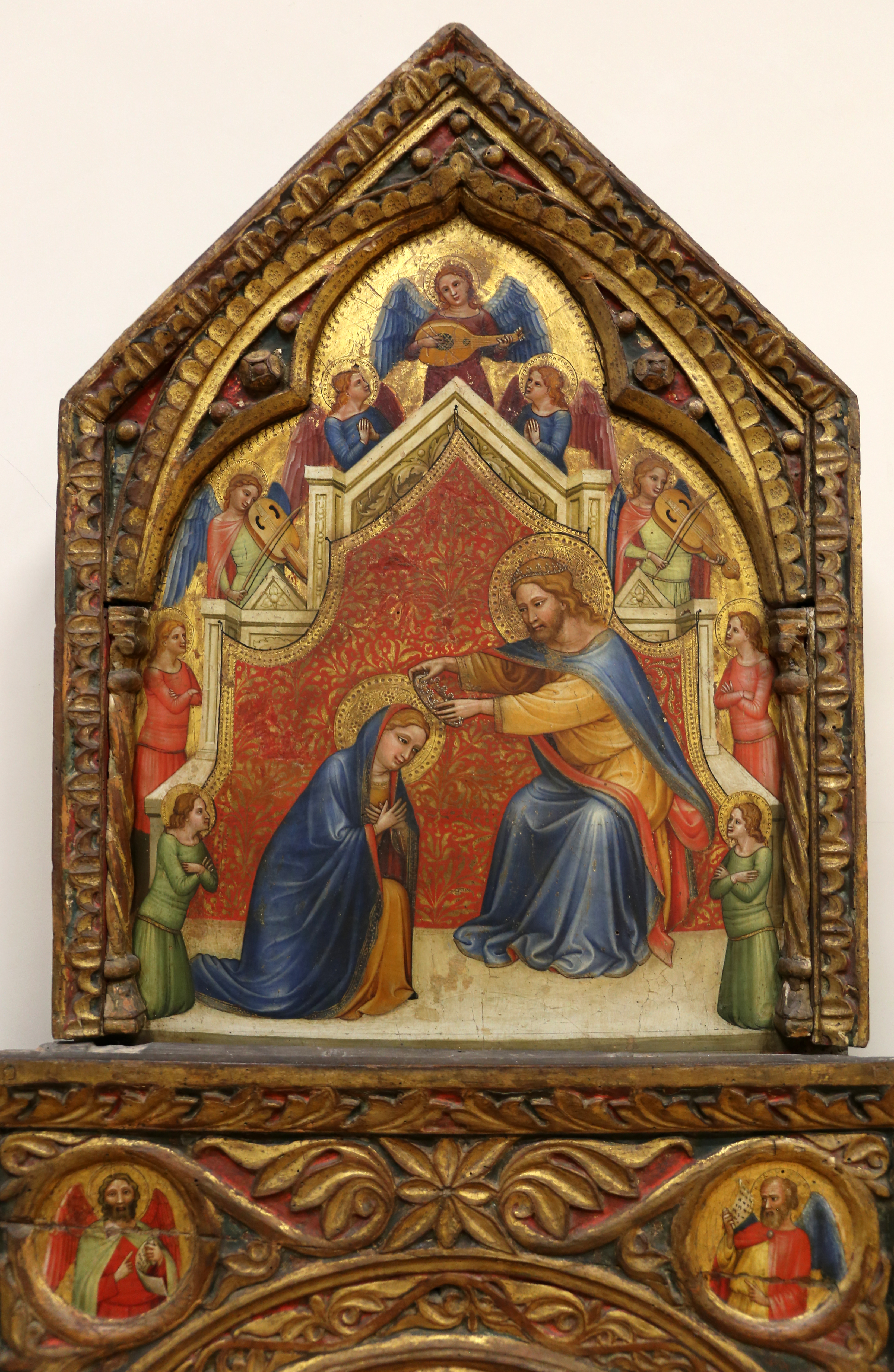
Krönung der Jungfrau Maria, Teil des Polyptychons, Museo di Castelvecchio

- Heilige Dreifaltigkeit unter den Heiligen Zeno, Johannes dem Täufer, Petrus und Paulus (1360), Polyptychon, Museo di Castelvecchio, Verona
- Kreuzigung, Fassade der Kirche San Fermo Maggiore, Verona
- Das Jüngste Gericht, Kirche Sant’Anastasia, Verona

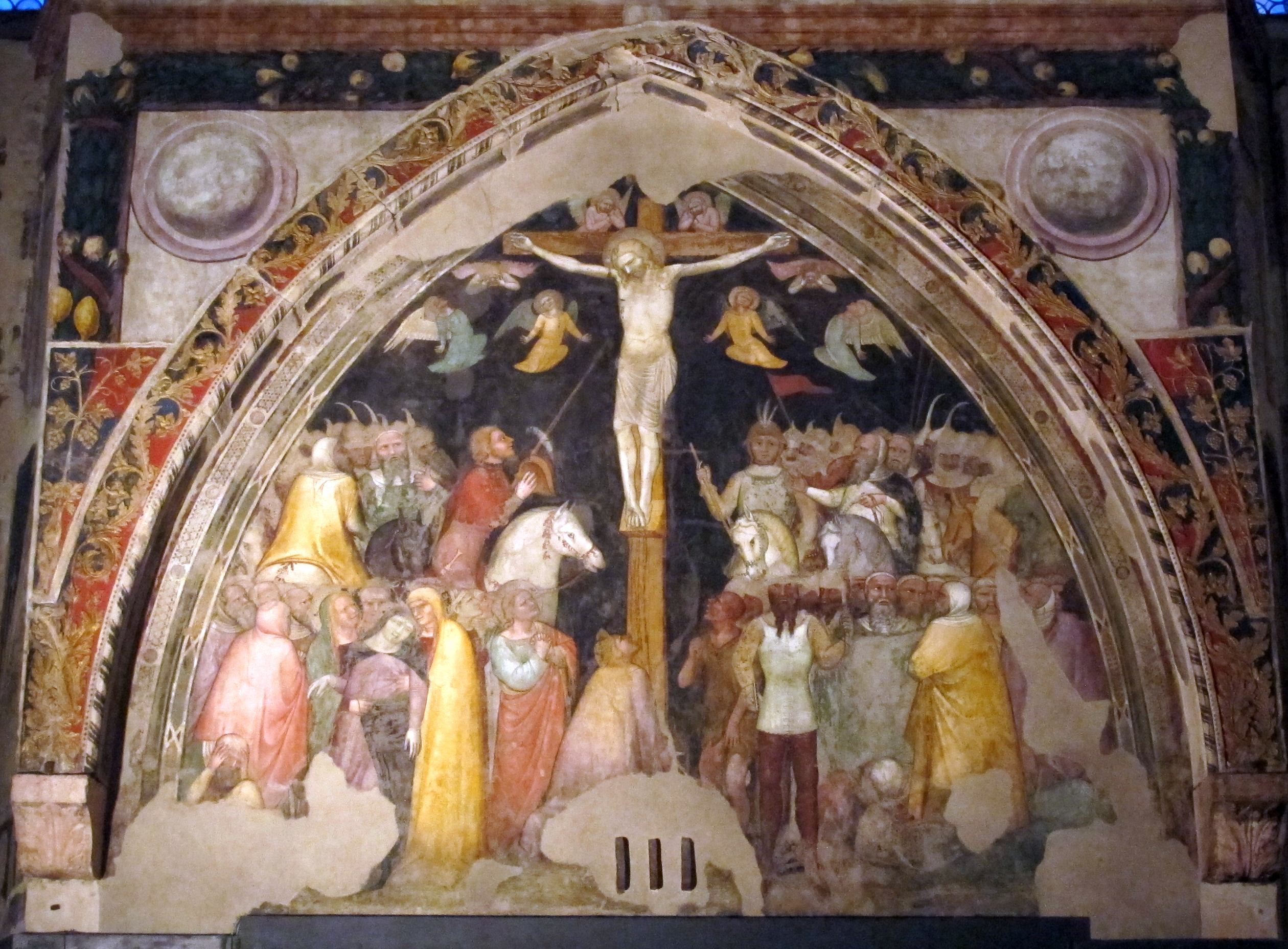
La Crocifissione, Kirche San Fermo
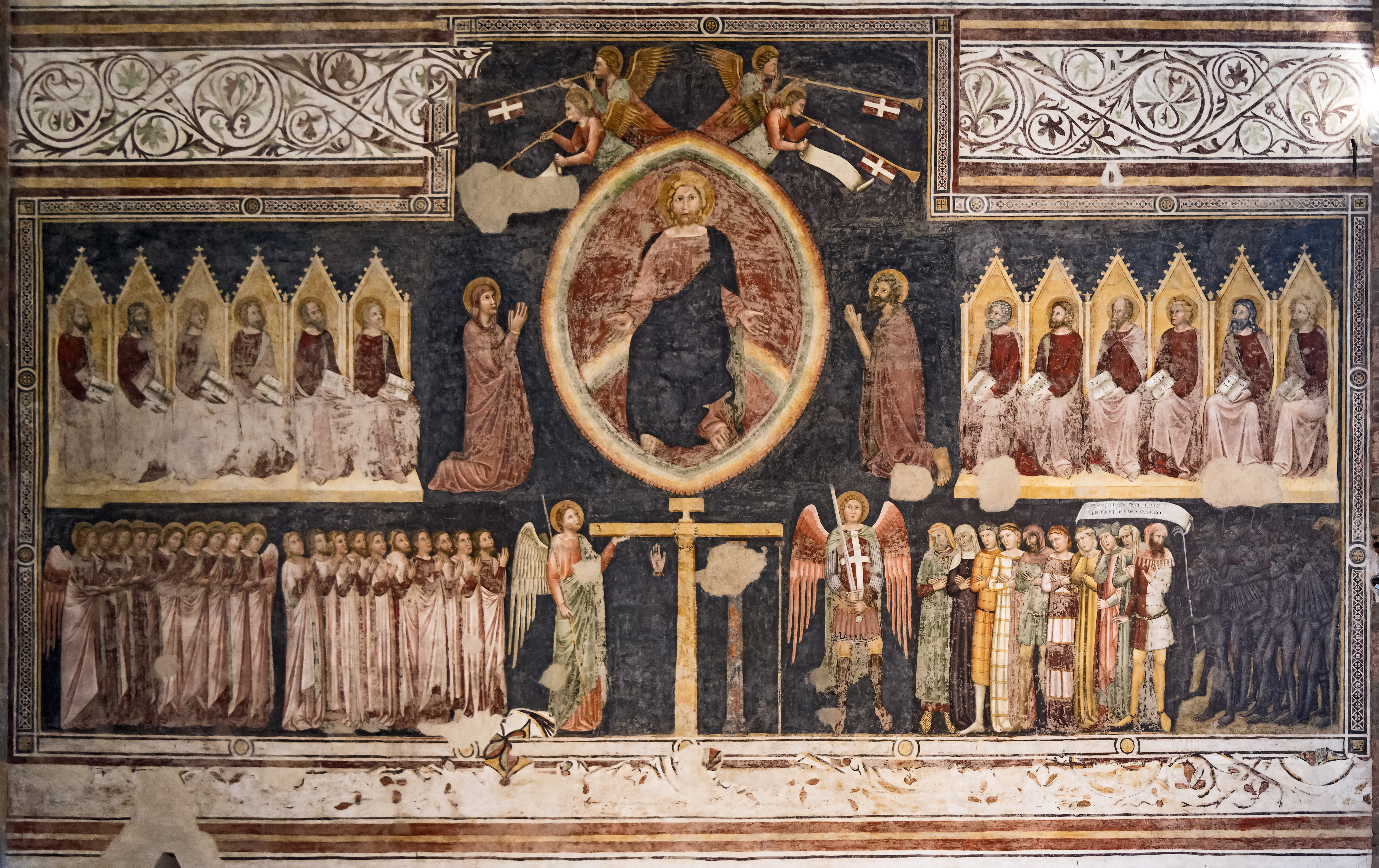
Giudizio universale, Kirche Santa Anastasia